# Regementets ros
Regementets ros är en svensk komedifilm från 1950 i regi av Bengt Järrel. I rollerna ses bland andra Margareta Fahlén, Birger Malmsten och Elisaveta Kjellgren.
Filmens manus skrevs av Gösta Rybrant och Bengt Logardt. Musiken komponerades av Erik Baumann, Nathan Görling och Miff Görling, Olof Ekman fotade och Tage Holmberg klippte. Inspelningen ägde rum mellan den 11 augusti och 12 oktober 1950 i Stockholm och Uppsala. Filmen premiärvisades den 26 december på ett flertal biografer runt om i Sverige.

## Handling
Filmen följer några inkallade soldater på Skönköpings militärförläggning.

## Rollista
- Margareta Fahlén – Margareta
- Birger Malmsten – Ivan Jansson
- Elisaveta Kjellgren – Vera Palm
- Carl-Gustaf Lindstedt – Fredrik Karlsson
- Siv Thulin – Tyra Dahlström
- Curt "Minimal" Åström – Peter Petersson
- Haide Göransson – Britt
- Bengt Logardt – Birger Boman
- Douglas Håge – Jönsson
- Arne Källerud – sergeanten
- Björn Berglund – fängelsedirektör
- Åke Fridell – Sten Åke Vogel
- Gunnar "Knas" Lindkvist – Magnus Vickberg
- Rune Stylander – Leman
- Ulf Johanson – regementsläkaren
- Bengt Blomgren – dagofficeren
- Arthur Fischer – Dahlström
- Magnus Kesster – polismästare Berg

Ej krediterade
- Georg Skarstedt – onykter civilist
- Arthur Fischer – Dahlström
- Eric von Gegerfelt – överste
- John Melin – borgmästaren
- Gabriel Rosén – löjtnant Tandberg
- Göthe Grefbo – furir
- Carl-Axel Elfving	– Vicke
- Alexander von Baumgarten – "Lillen"
- Nils Hallberg – värnpliktig utrustare
- Sven Ericsson – vaktpost
- Nita Värhammar – regementsläkarens sköterska
- Stellan Agerlo – värnpliktig utrustare
- Carl Andersson – inkallad på tåget
- Uno Larsson – äldre man på dansbana

Ej identifierade
- Otto Scheutz
- Barbro Scheutz
- Bertil Skoglund
- Inga-Britt Lindman

### Fotnoter
1. 1 2 3  ”Regementets ros”. Svensk Filmdatabas. http://www.sfi.se/sv/svensk-filmdatabas/Item/?itemid=4353&type=MOVIE&iv=Basic&ref=/templates/SwedishFilmSearchResult.aspx?id%3d1225%26epslanguage%3dsv%26searchword%3dregementets+ros%26type%3dMovieTitle%26match%3dBegin%26page%3d1%26prom%3dFalse. Läst 11 mars 2013.